# جبل ثنان
جبل ثِنان أو اثنان عبارة عن جبل بركاني خامد يقع في السعودية، وتحديداً في حرة ثنان الواقعة بين منطقتي المدينة المنورة وحائل. يبلغ ارتفاع الجبل نحو 1587 م. ويتبع مركز بئر الرفدي في محافظة الشملي في منطقة حائل.